# Sierra de Alcarama
La sierra de Alcarama (del árabe: الكرامة, orgullo, dignidad), es una zona montañosa situada al sureste de La Rioja (España) y en el noreste de la provincia de Soria, en el sistema Ibérico.

## Orografía y hábitats
Destacan los profundos barrancos y las hoces de los ríos Alhama, Linares y Añamaza, especialmente en los términos municipales de Cornago, Cervera y Aguilar del Río Alhama. Son comunes el monte bajo esclerófilo, los hábitats rocosos formando acantilados de interior de gran altura.

### Ríos y embalses
- Alhama
- Linares (y su laguna La Joya de Gimileo)
- Añamaza y su pantano Pantano de Añamaza

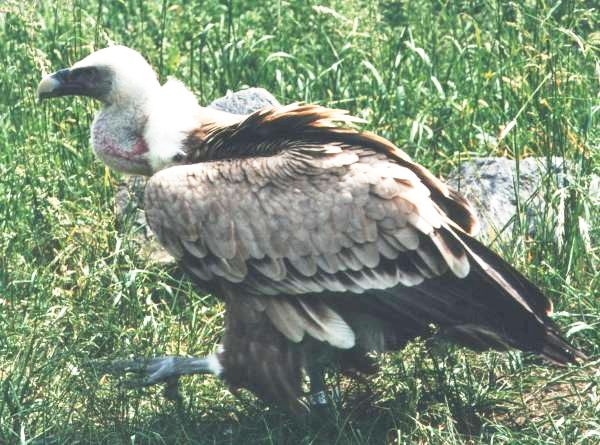
Buitre leonado

### Flora y fauna
- Flora: Se encuentran árboles como pino, encina, olmo, chopo, roble, etc. Y plantas como tomillo, romero, retama, salvia, etc.
- Fauna: Es muy variada. Son comunes mamíferos como el ciervo, corzo, jabalí, comadreja, liebre, conejo, erizo, garduña, gato montés, gineta, lirón careto, tejón, zorro. También se encuentran especies protegidas como alimoche, halcón peregrino, águila perdicera, collalba negra y búho real. También hay una abundante población de buitre leonado con puntos de nidificación en Fuentestrún y el monte Tolmo.

### Principales montañas
- Alcarama (1531 m.)
- Alto de la Nevera (1.365 m.)
- Alto de la Paroñera (1.454 m.)
- Calderón (1.511 m.)

### Principales parajes
- Contrebia Leucade

## Explotación económica

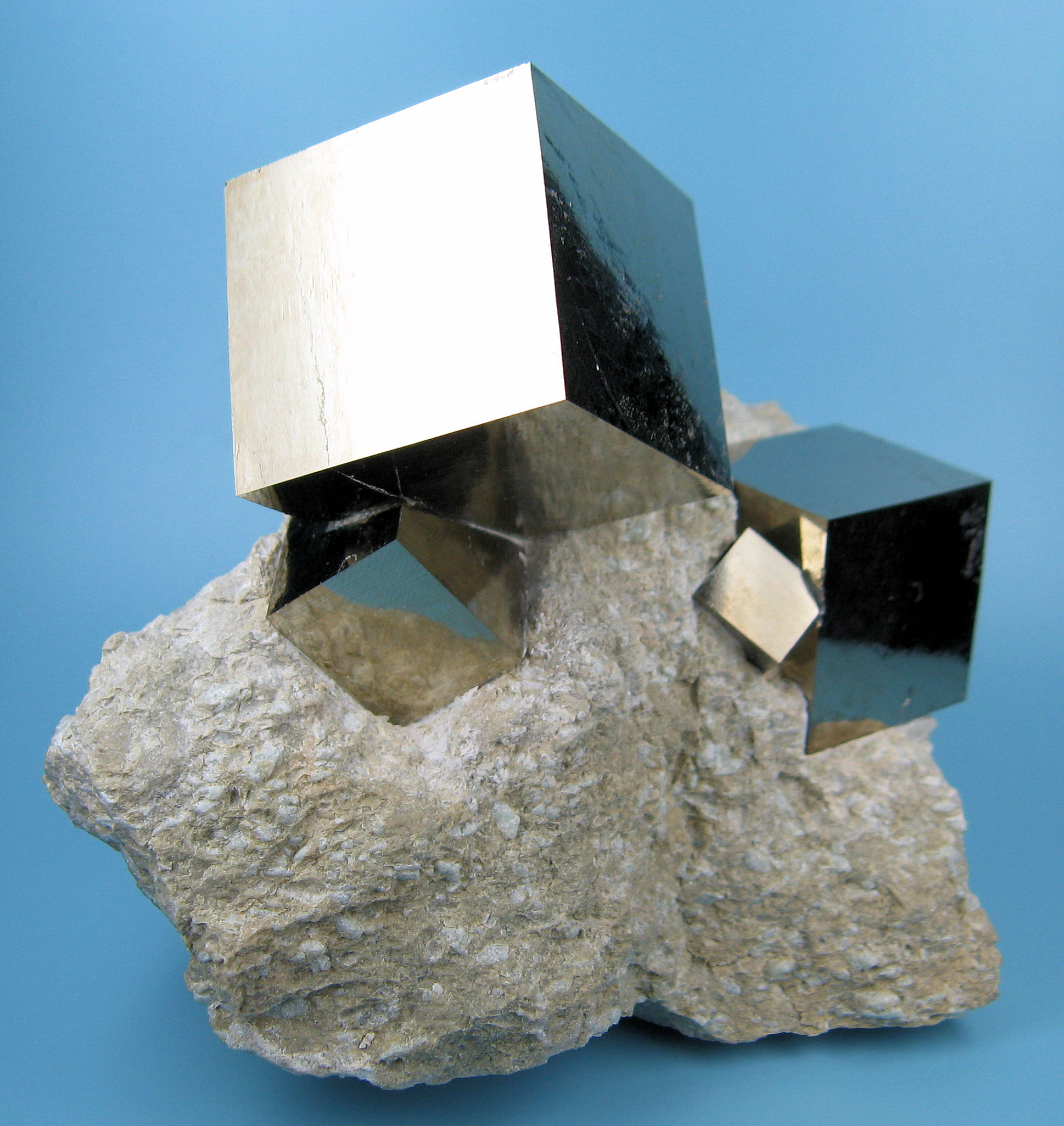
Ejemplar de pirita. Mina de Navajún

### Riqueza minera
Hay una importante mina para obtener ejemplares de colección de pirita en Navajún.

### Turismo y caza
El turismo y la caza son dos pilares importantes de la economía de la zona.

### Parque eólico
Se han instalado abundantes aerogeneradores que producen ingresos por derechos de alquiler, etc.

## Poblaciones del entorno
Valdemadera, , Valdegutur, Gutur, Cornago, Aguilar del Río Alhama, Igea, Cervera del Río Alhama, San Pedro Manrique, Sarnago , Fuentebella , Acrijos, Navajún

## Accesos
- Desde Cervera del Río Alhama por carreteras comarcales de Aguilar del Río Alhama, Valdemadera, Navajún, Valdegutur y Cigudosa.
- Desde Igea y Cornago.